# Freeride World Tour
De Freeride World Tour is een competitie voor freeride skiërs en snowboarders, die sinds 2008 wordt gehouden. Freeride wil zeggen dat de competitie buiten de pistes plaatsvindt.

## Etappes
- Vallnord
- Chamonix
- Haines (Alaska)
- Fieberbrunn
- Verbier

## Resultaten
| Jaar | Skiën heren         | Skiën dames     | Snowboarden heren | Snowboarden dames |
| ---- | ------------------- | --------------- | ----------------- | ----------------- |
| 2008 | Henrik Windstedt    | Elise Saugstad  | Xavier de Le Rue  | Ruth Leisibach    |
| 2009 | Aurélien Ducroz     | Ane Enderud     | Xavier de Le Rue  | Susan Mol         |
| 2010 | Candide Thovex      | Ane Enderud     | Xavier de Le Rue  | Aline Bock        |
| 2011 | Aurélien Ducroz     | Janette Hargin  | Mitch Tölderer    | Anne-Flore Marxer |
| 2012 | Reine Barkered      | Angel Collinson | Jonathan Charlet  | Maria DeBari      |
| 2013 | Drew Tabke          | Nadine Wallner  | Ralph Backstrom   | Elodie Mouthon    |
| 2014 | Loïc Collomb-Patton | Nadine Wallner  | Emilien Badoux    | Shannan Yates     |
| 2015 | George Rodney       | Eva Walkner     | Jonathan Charlet  | Estelle Balet     |
| 2016 | Loïc Collomb-Patton | Eva Walkner     | Sammy Luebke      | Estelle Balet     |